# Manuel Neira
Manuel Alejandro Neira Díaz (12 d'octubre de 1977) és un exfutbolista xilè.

## Selecció de Xile
Va formar part de l'equip xilè a la Copa del Món de 1998.